# Vörös-lyuk (Vértessomló)
A Vörös-lyuk a Duna–Ipoly Nemzeti Parkban található Vértes hegységben, Vértessomlón lévő egyik barlang.

## Leírás
Vértessomló külterületén helyezkedik el a barlang. A Szarvas-kút forrástól D-re kb. 200 m-t haladva a völgy aljában menő, az Országos Kéktúra kék sáv turistajelzésével jelzett úton, jobb kéz felé pillantható meg a barlang, amely az úttól kb. 10 m-rel magasabban, a völgy Ny-i oldalában van. Mind a barlangot magába foglaló, 5 m magas sziklafal, mind a barlangbejárat könnyen észrevehető a ritkás erdőben, még lombos időszakban is. Turistatérképeken jelölve van a barlang helye barlangjellel. A 0,9 m széles, 1,9 m magas, természetes jellegű, háromszög alakú és vízszintes tengelyirányú barlangbejárat vastagpados töredezett mészkőben található.
Triász mészkőben húzódik az üreg. A bejárat felett jól látszik az a markáns repedés, amely mentén létrejött a barlang. Később a repedés bővült. A tágulást (és a barlang kialakulását) kifagyásos kőzetaprózódás és korrózió okozta. A barlang a bejárat után derékszögben jobbra kanyarodik, egy keresztirányú hasadékba, majd további 3 m után megint derékszögben fordul egy járhatatlan méretű hasadékba. A két nagy hasadék találkozásánál a barlang kiszélesedik, és itt fel is lehet állni benne. A bejárati rész mennyezetén, illetve a bal oldali falon szépen fejlett borsókövek, oldásnyomok vannak. Belső részében falai nedvesek, vízcseppekben gyűlik meg a víz rajtuk. Falai nagyon algásak. Kitöltése főleg talajból és némi kőzettörmelékből áll. Bejáratában egy 80×40 cm-es gödör van ásva. A könnyű sétával megközelíthető, könnyen járható barlang bejárásához nem szükséges engedély.
1979-ben volt először Vörös-lyuk néven említve a barlang az irodalmában. Előfordul a barlang az irodalmában Szarvaskúti-barlang (Polacsek 1990) és Vöröslyuk (Bertalan 1976) neveken is.

## Kutatástörténet
Az 1976-ban befejezett, Magyarország barlangleltára című kéziratban az olvasható, hogy a Vértes hegységben, Vértessomlón helyezkedik el a Vöröslyuk. A 3 m hosszú barlang a Vörös-lyuk nevű völgy oldalában, szép, sziklás részen található. A kézirat barlangot ismertető része a Polgárdy Géza által írt, 1939-ben megjelent útikalauz alapján lett írva.
Az Alba Regia Barlangkutató Csoport által 1979-ben készített kézirat szerint a Vörös-lyuk az OKTH barlangleltárában a Vértes hegység barlangjai között a 36. számú barlang. A leltárban csak annyi van írva, hogy a Vörös-lyuk völgy oldalában, szép, sziklás részen található a 3 m hosszú barlang. A csoport tagjai a Vörös-lyuk völgyben nem találtak barlangot, de a völgy K-i vége mellett rábukkantak egy barlangra. Minden bizonnyal ez az üreg szerepel a barlangleltárban. A barlang Vértessomló (Komárom megye) szélén, a Szarvas-kúttól D-re, 300 m-re fekszik. A Szarvas-kúttól az Országos Kéktúra kék sáv turistajelzését követve D-re, 300 m gyaloglás után az út jobb oldalán észrevehető az útról is jól látható barlangbejárat. A bejárat a völgytalptól kb. 10 m-rel magasabban, egy mészkőtömb völgy felőli oldalán van. A háromszög alakú bejárat 2 m magas és 1 m széles.
A vastagpados, töredezett mészkőben lévő barlang hasadék mentén, kőzetaprózódás és korrózió miatt jött létre. Az 5 m hosszú barlang befelé szűkülő bejárati folyosója egy keresztirányú hasadék mentén keletkezett barlangághoz csatlakozik. Balra, 1 m-re sík lappal végződik, ami egy szűk hasadék mentén jött létre. Jobb kéz felé a járat kiöblösödik, majd elkanyarodik és összeszűkül. A bejárati folyosó és a keresztirányú ág találkozásánál egy töredezett falú, 2,5 m magas kürtő látható. A kürtő a barlangágat meghatározó hasadék mentén keletkezett. Falán (leginkább a bejárati folyosó mennyezetén) szép, hidegvizes borsókövek vannak. Az üregben sok barlangi keresztespókot figyeltek meg a csoport tagjai. Göncöl Imre megtudja mutatni a további kutatásra érdemtelen barlangot.

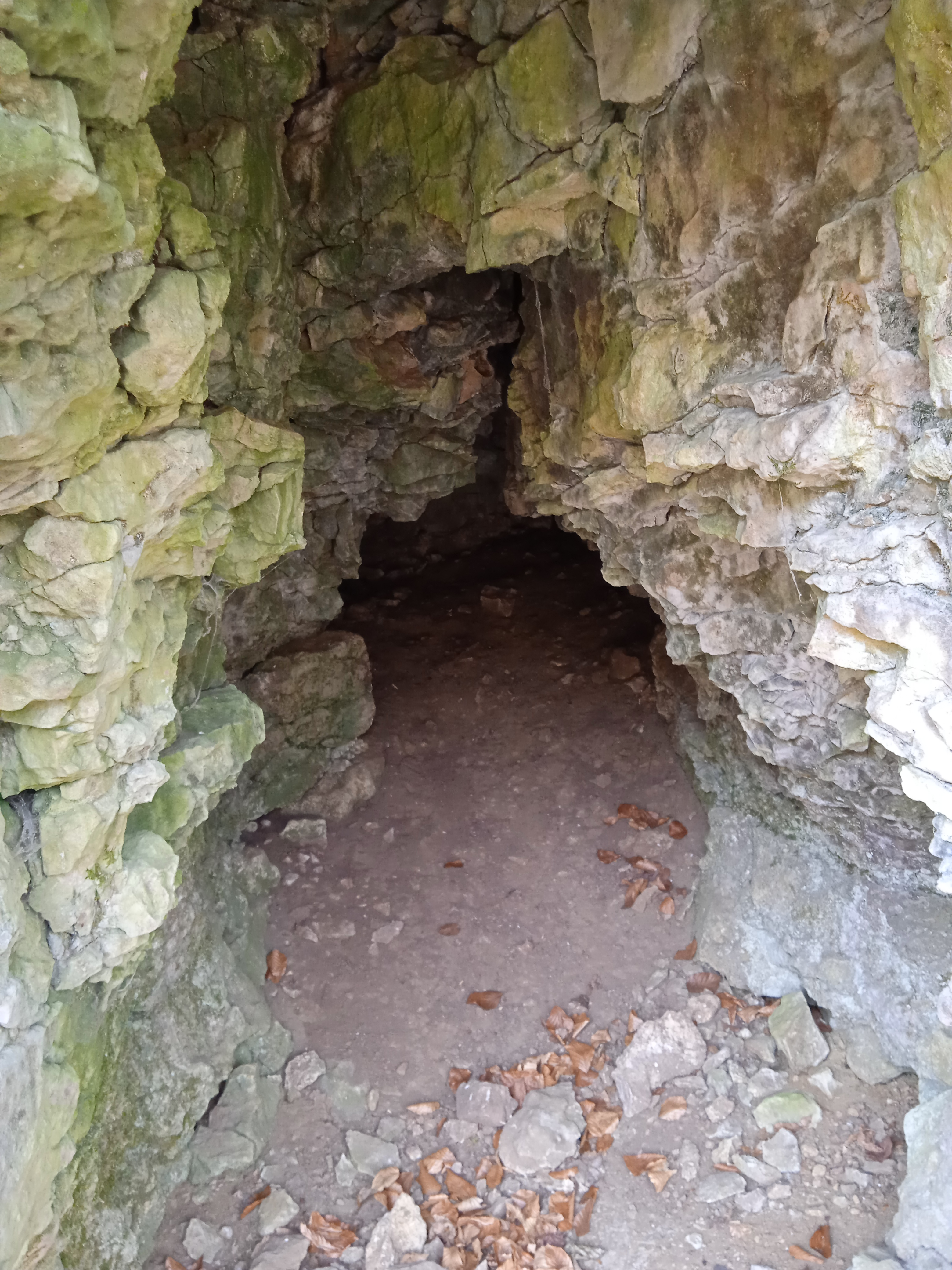
A Vörös-lyuk bejárati része

A kéziratba bekerült a barlang alaprajz térképe és 3 keresztszelvény térképe. A térképek 1:100 méretarányban ábrázolják a barlangot. Az alaprajz térkép használatához a térképlapon jelölve van az É-i irány. Az alaprajz térképen látható a 3 keresztszelvény elhelyezkedése a barlangban. A térképek elkészítéséhez a barlangot Gönczöl Imre és Kökény Károly mérték fel 1979. február 25-én. Ebben az évben, a felmérés felhasználásával Zentai Ferenc rajzolta meg a barlang térképeit. A kéziratban látható egy Várgesztes és környéke térkép (kb. 1:25.000 méretarány). A térképen jelölve van az É-i irány. A térképen megfigyelhető a Vörös-lyuk földrajzi elhelyezkedése. A kéziratban van 3 olyan fénykép, amelyek szemléltetik a barlangot. Az első fényképen a barlangot magába foglaló sziklafal és a barlang bejárata, a második fényképen pedig a barlangból látható környezet figyelhető meg. A harmadik fénykép a barlang bejárata felett lévő borsóköveket mutatja be. A fényképeket Gönczöl Imre készítette.
Az 1984-ben kiadott, Magyarország barlangjai című könyv országos barlanglistájában szerepel a Vértes hegység barlangjai között a barlang Vörös-lyuk néven. A listához kapcsolódóan látható a Dunazug-hegység barlangjainak földrajzi elhelyezkedését bemutató 1:500 000-es méretarányú térképen a barlang földrajzi elhelyezkedése. 1990-ben Bajusz Mónika és Polacsek Zsolt (a Külker SC két tagja) felmérték a barlangot, majd a felmérés felhasználásával Polacsek Zsolt megszerkesztette a Szarvaskúti-barlang (Vértes hegység) alaprajz térképét és beforgatott hossz-szelvény térképét. A térképek 1:100 méretarányban ábrázolják a barlangot. A barlang a felmérés alapján 6 m hosszú.
A Külker SC Barlangkutató Csoport 1990. évi jelentésében az van írva, hogy a Szarvas-kút völgyében a Szépilonka-forrás felé haladva megtalálható a Szarvaskúti-barlang, amely a völgy jobb oldalán, kb. 20 m relatív magasságban fekszik. A kb. 8 m hosszú barlangnak a Vértes hegység többi barlangjához viszonyítva feltűnően nagy bejárata van. A barlang forrástevékenység miatt jött létre, emiatt falain sima, koptatott felületek látszanak. A bejárati rész mennyezetén megőrződtek az embrionális forrásbarlang működési formái. Az üreg triász dolomitban, jól látható hasadékok mentén keletkezett. Aljzatát minden bizonnyal a külszínről származó erdei föld fedi. Érdekességeket rejthet feltáró kutatása. Jelentéktelen az üreg élővilága. Elkészült a barlang térkép- és teljes fénykép-dokumentációja. A barlang fénykép-dokumentációját (színes papírképek) Duzsik Róbert készítette el. A kéziratban van egy térképrészlet, amely bemutatja a Vörös-lyuk földrajzi elhelyezkedését. A jelentésbe bekerültek a barlang 1990-ben készült térképei.
A Béni Kornél és Viszló Levente által írt, 1996-ban napvilágot látott könyvben szó van arról, hogy az 5 m hosszú Vörös-lyuk barlang a Szarvas-kúttól 300 m-re, a Vörös-lyuk völgy kezdeténél fekszik. Tektonikus hasadék mentén jött létre az üreg. A barlang a várgesztesi részterületen lévő öt kisméretű barlang egyike.
A barlang 2003. június 7-én, BTI kataszteri felvétel alapján készült nyilvántartólapja szerint a 4522-18 barlangkataszteri számú Vörös-lyuk (Vöröslyuk, Szarvaskúti-barlang?) a Vértes hegységben lévő Vértessomlón (Komárom-Esztergom megye) található. Az üreg bejáratának koordinátái (Trimble Geoexplorer 3): X: 602102, Y: 239994, Z: 321. Hegyoldalon lévő sziklafal aljában, erdőben van a barlang 0,9 m széles, 1,9 m magas, természetes jellegű, háromszög alakú és vízszintes tengelyirányú bejárata. A részletesen felmért barlang 5 m hosszú, 2,5 m függőleges kiterjedésű, 2,5 m magas, 0 m mély és 4 m vízszintes kiterjedésű. Triász mészkőben húzódik az üreg. A barlang kialakulását előkészítette a tektonika. Az üreg kifagyásos kőzetaprózódás és korrózió miatt jött létre.
A hasadék térformájú barlang emelkedő aljzatú, és jellemző szelvénytípusa a hasadék. Borsókő van benne. Szervetlen, helyben keletkezett törmelékkitöltése kőzettörmelékből áll. Talaj, humusz, alga fordul elő benne. Tematikus feldolgozás: térkép, fénykép, kataszter, leírás. Barlangleltári szám: 36. 1979-ben lett először említve a barlang az irodalomban (kataszteri felvétel). A gyakorlatilag érintetlen barlang ásványkiválásai gyakorlatilag érintetlenek, aljzata pedig taposott. A könnyű sétával megközelíthető, könnyen járható barlang megtekintéséhez nem szükséges engedély. Illetékes természetvédelmi hatóság: Duna–Ipoly Nemzeti Park Igazgatóság.

## Képgaléria

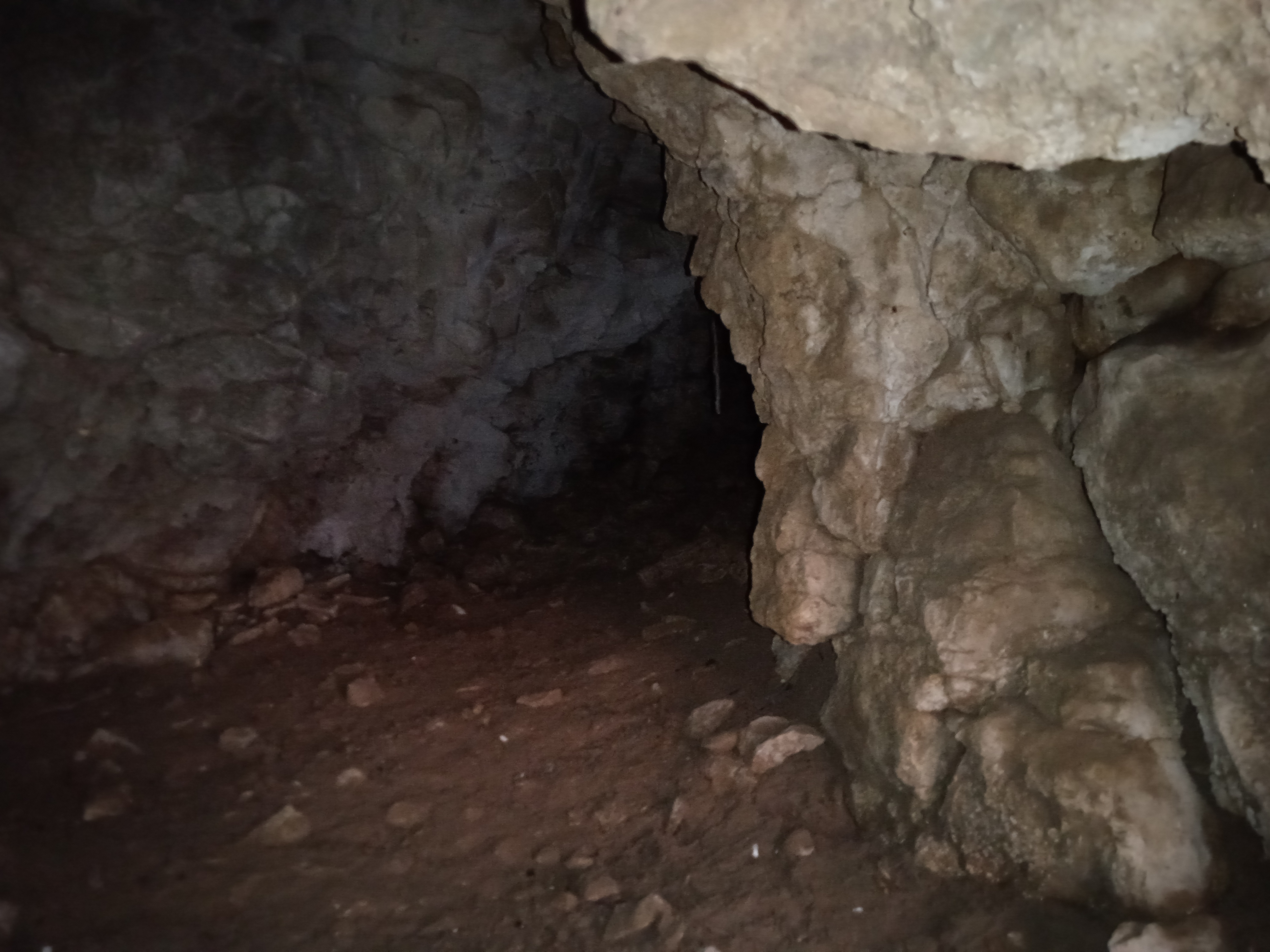
A Vörös-lyuk belseje
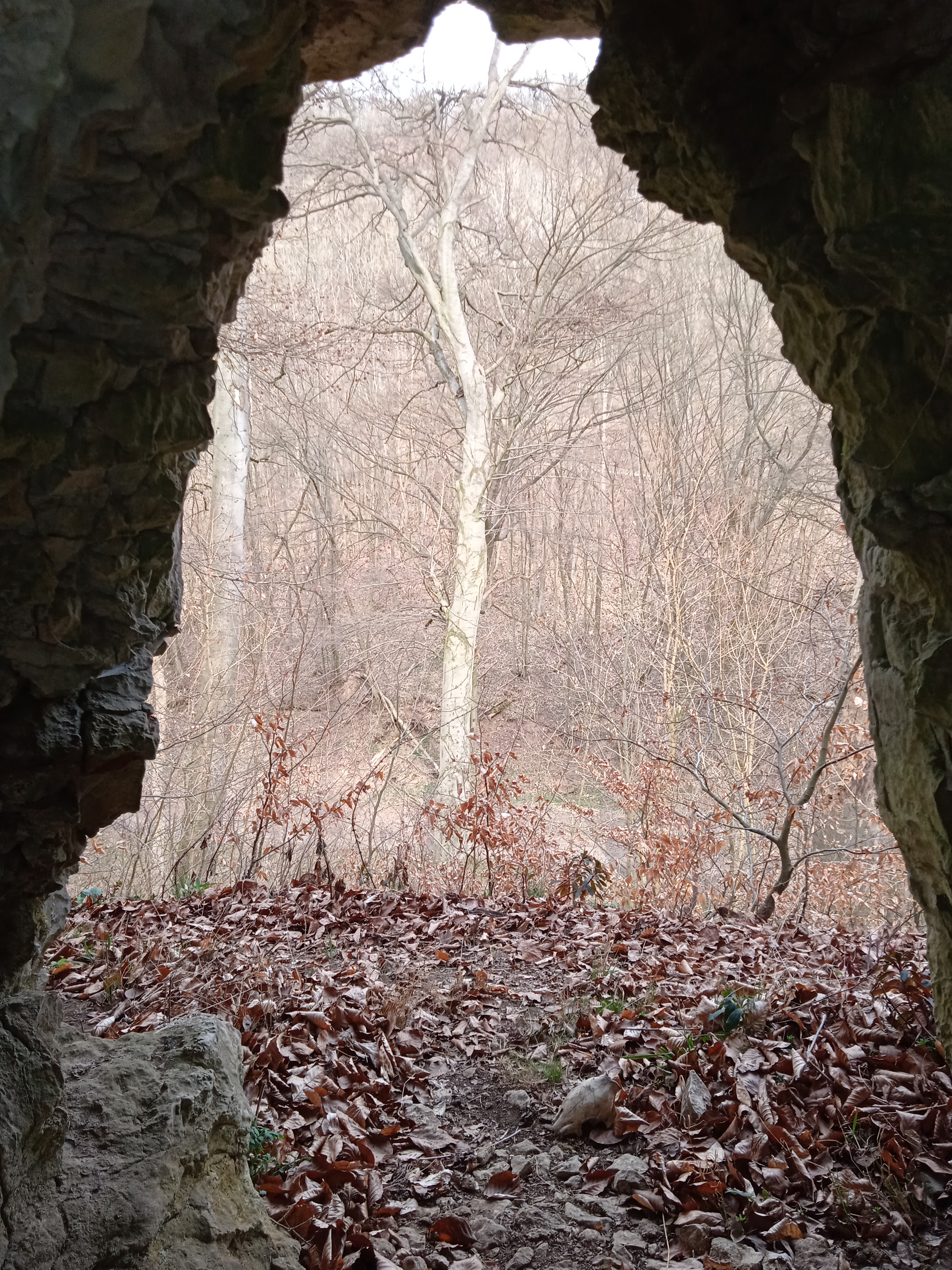
A Vörös-lyukból látható környezet

## További irodalom
- Polgárdy Géza: Vértes hegység kalauza. Budapest, 1939.